# Michael Kossler

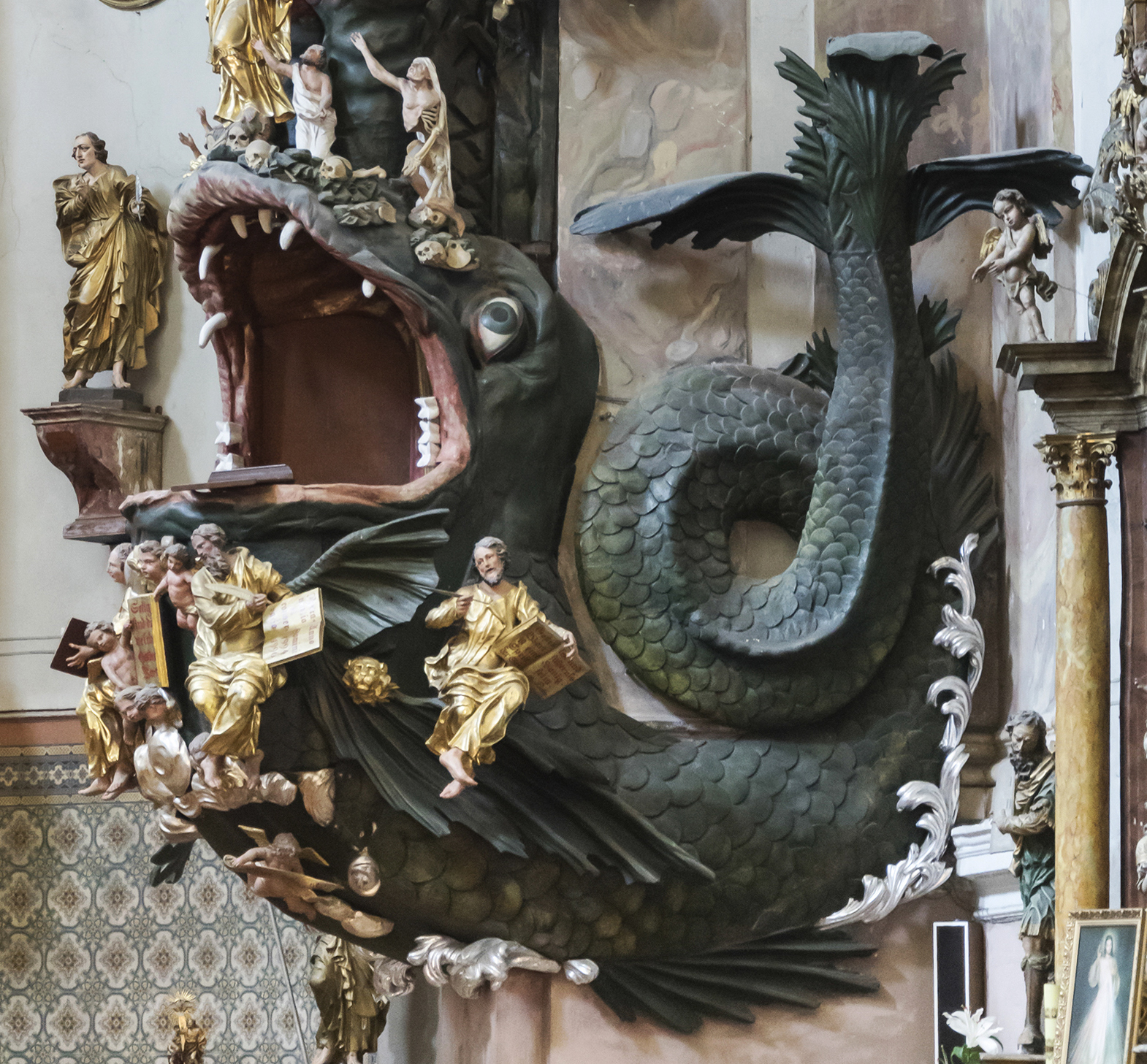
Ambona w kościele pw. św. Piotra i Pawła w Dusznikach-Zdroju

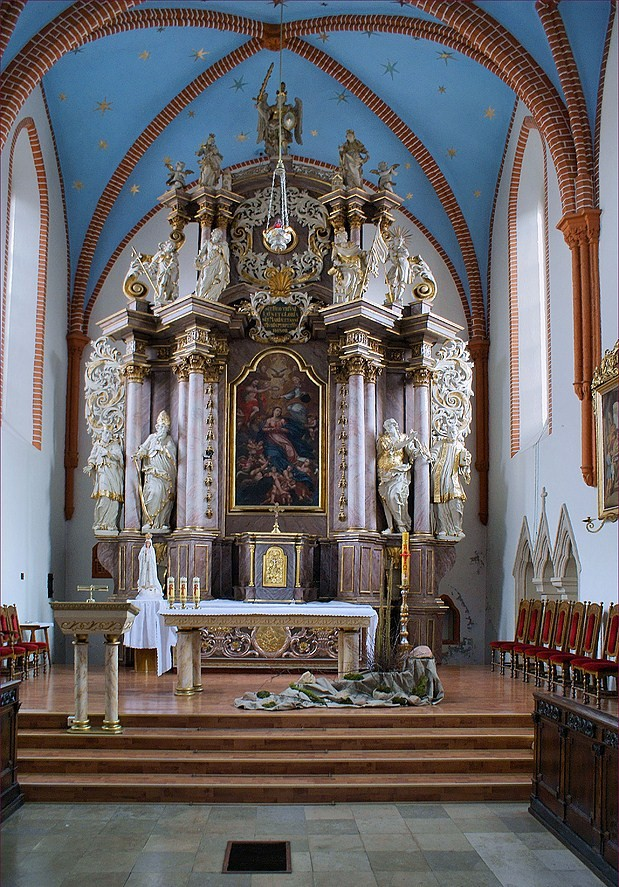
Ołtarz główny w kościele św. Michała Archanioła w Grodkowie

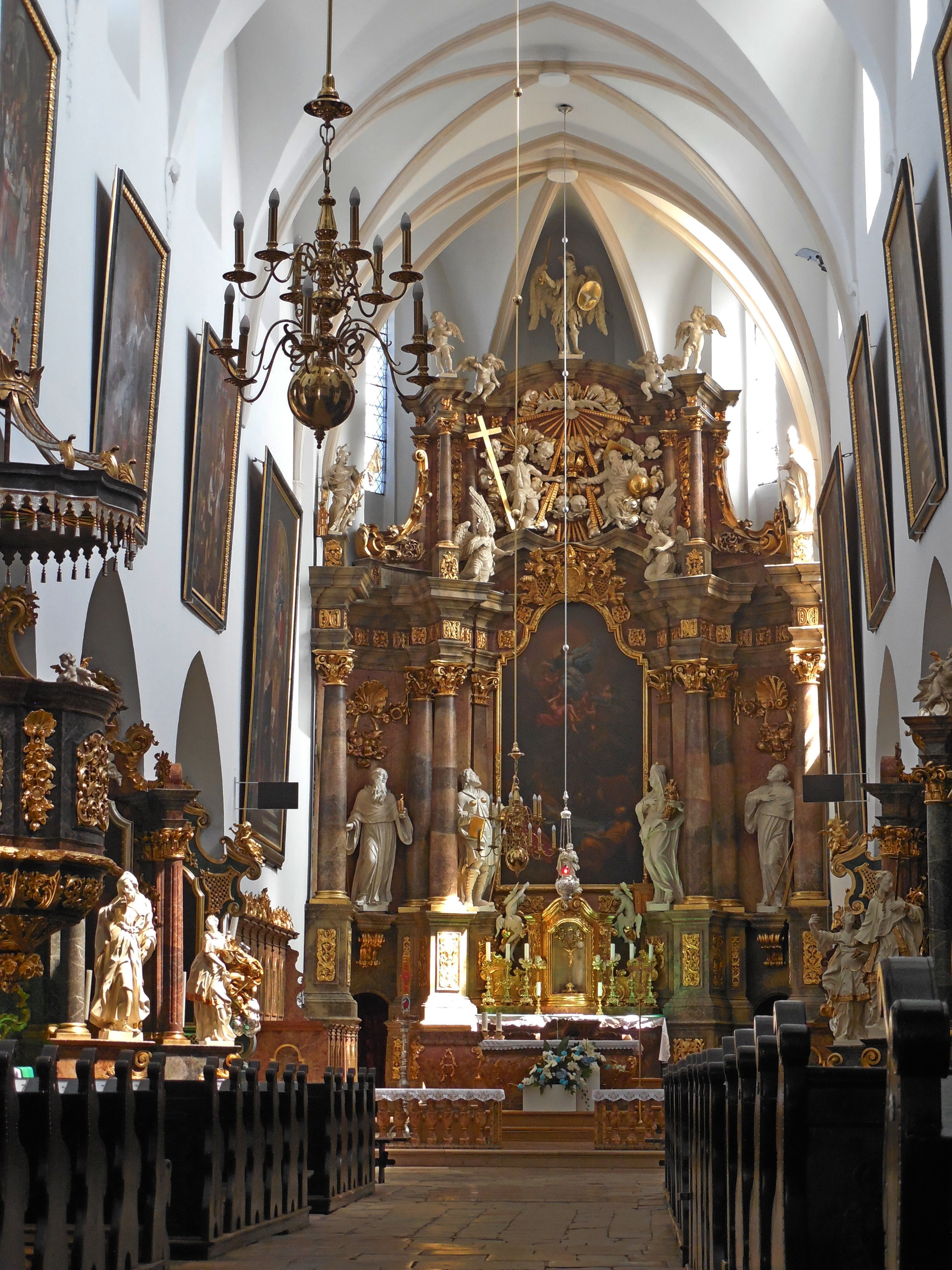
Ołtarz główny w kościele Wniebowzięcia w opactwie Cystersów w Jemielnicy

Michael Kossler (także: Kössler, Kößler Kösler, Kößler, ur. ok. 1670 w Szwabii, zm. po 1734 roku) – niemiecki rzeźbiarz epoki baroku.
Życie pochodzącego ze Szwabii Michaela Kosslera nie jest dokładnie znane. Wiadomo, że w sierpniu 1699 roku ożenił się we Wrocławiu, i tam w tym samym roku odbyły się chrzciny jego dziecka. Podobnie z zapisów kościelnych dowiadujemy się, że w 1708 w Kłodzku ochrzcił inne swoje dziecko. W Kłodzku uzyskał również obywatelstwo i prawdopodobnie zamieszkiwał do roku 1720, prowadził tam również swój warsztat rzeźbiarski. Po tym czasie przeniósł swój warsztat do Niemodlina (Falkenberg), o czym świadczą źródła pisane z roku 1728. W Niemodlinie mieszkał i prowadził pracownię rzeźbiarską przynajmniej do 1734 roku, kiedy to wykonał ołtarz główny w kościele Wniebowzięcia w klasztorze Cystersów w Jemielnicy. Dokładnej daty jego śmierci nie znamy.
Do najbardziej znanych jego dzieł (i zachowanych do dziś) należą:
- Ołtarz główny w kościele pw. Podniesienia Krzyża św. w Konradowie (niem. Konradswalde) koło Lądka-Zdroju (1705)
- Ołtarz św. Ignacego Loyoli w kościele pw. Wniebowzięcia NMP w Kłodzku (1712–1713)
- Ołtarz główny i ambona „wieloryb” w kościele pw. św. Piotra i Pawła w Dusznikach-Zdroju (1718)
- Ołtarz główny w kościele pw. św. Michała Archanioła w Grodkowie (1728–1729)
- Ołtarz główny w kościele Wniebowzięcia w klasztorze Cystersów w Jemielnicy (1734)